# Король (карта)
Коро́ль — игральная карта с изображением короля. 

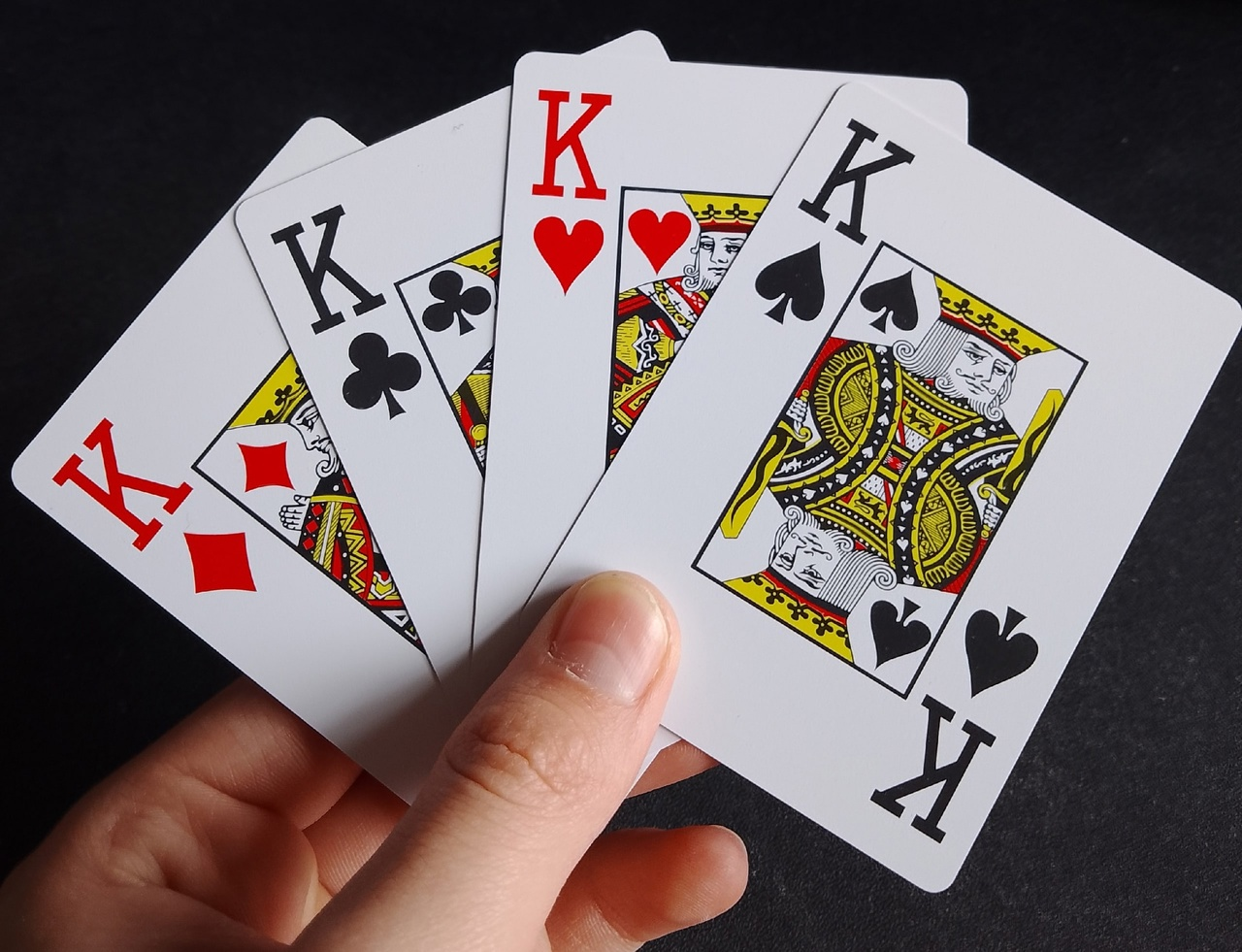
A hand holding the four Kings in a standard deck of cards: Diamonds, Clubs, Hearts, Spades.

## История
Обычно по старшинству король стоит выше дамы и соответствует числу 13. В различных играх старшинство короля может сильно различаться. Буквенный символ короля — либо К (от англ. king, нем. König, рус. король), либо R (от фр. roi).
В стандартной англо-американской колоде короли (и другие «картинки») не обозначают конкретных лиц, хотя короля червей иногда называют королём-самоубийцей: некоторым кажется, что он метит мечом себе в голову.
В средневековой Франции, где карты появились примерно в XIV веке, «картинки» были связаны с теми или иными историческими или легендарными персонажами. Карточных королей ассоциировали со следующими лицами:
- Король пик: Давид, библейский царь.
- Король червей: Карл Великий, первый император Запада.
- Король бубён: Гай Юлий Цезарь, древнеримский государственный и политический деятель.
- Король треф: Александр Македонский, создатель одной из крупнейших империй Древнего мира.

При этом список прототипов сильно варьировался: различные мастера подписывали карты с изображением королей различными именами, среди которых фигурировали, в частности, Соломон, Август, Константин Великий и Хлодвиг.
Ранее в русском языке существовала игровая (карточная) пословица «Подвести деда (дела) под монастырь» (карту под убой — то есть, «убить» короля тузом); сейчас пословица имеет другое значение.

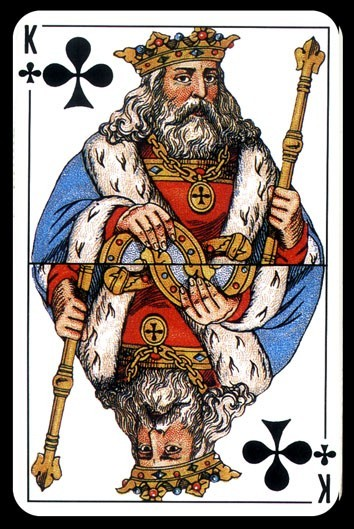
Король треф.
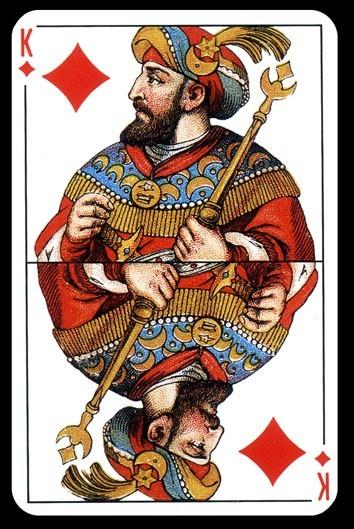
Король бубён.
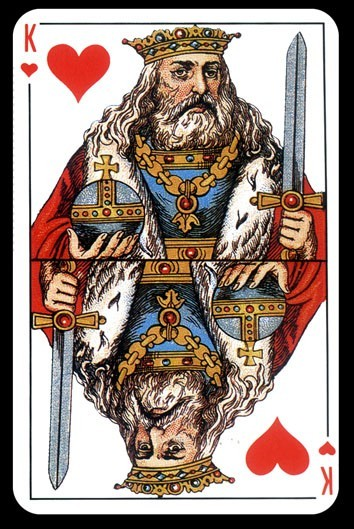
Король червей.
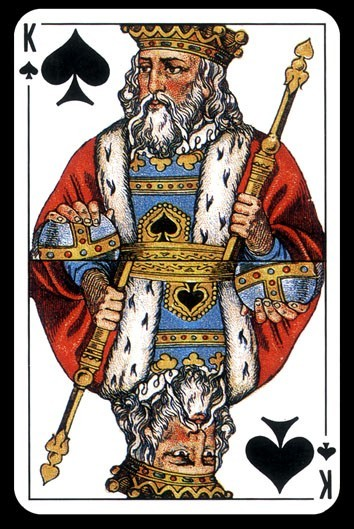
Король пик.

## В Юникоде
Начиная с версии 6.0 стандарта Юникод в нём предусмотрены следующие коды:
- Король пик — 1F0AE playing card king of spades
- Король червей — 1F0BE playing card king of hearts
- Король бубён — 1F0CE playing card king of diamonds
- Король треф — 1F0DE playing card king of clubs